# CSI: Hard Evidence
CSI: Hard Evidence è un videogioco basato sulla serie televisiva CSI: Crime Scene Investigation.
Il videogioco è stato sviluppato dalla Telltale Games ed è stato pubblicato tramite la Ubisoft nel settembre 2007 in Nord America e nell'ottobre 2007 in Europa e Australia nelle versioni per Microsoft Windows e Xbox 360 e nel gennaio 2008 nella versione per Wii. Successivamente la TransGaming ha sviluppato una versione per macOS.

## I casi
In ogni caso saremo affiancati da uno dei componenti della squadra CSI.
- Caso 1: "Burning For You" (Brucio per te) In questo nostro primo caso la scena del crimine sarà un vecchio parco abbandonato, in cui verrà ritrovato un taxi bruciato e dentro il medesimo tassista, nella tasca di questo verrà trovata una locandina di due donne chiamate le dee del fuoco, su questa non vi saranno scritte belle parole a riguardo di una delle due donne, bensì troveremo insulti molto pesanti, avremo principalmente tre sospettati, le due dee del fuoco ed un vagabondo trovato in un campo da mini-golf abbandonato.
- Caso 2: "Double Down" (Puntata doppia)Nel secondo caso non avremo un morto, bensì una donna che è riuscita a salvarsi da un tentato omicidio avvenuto nell'appartamento che condivideva con il fidanzato, per questo sarà uno dei maggiori indiziati assieme al datore di lavoro e la fidanzata di questo.
- Caso 3: "Shock Rock" (Shock Rock) In questo caso non abbiamo una, ma bensì cinque vittime, una rock band (i Bullet Train) al completo assieme ad una delle finaliste del concorso che stava andando in onda, tutto l'incidente viene ripreso dal cameraman mentre registravano una puntata del concorso, per questo non risulterà molto difficile capire l'arma del delitto, infatti si nota nel video che la band viene letteralmente "abbrustolita" quando Andrea, la cantante e finalista del concorso preme il pulsante per gli effetti speciali.

I maggiori indiziati sono: il manager della band, la prima cantante, il cameraman, e l'altra finalista, Katy Kantanta, alla fine si scoprirà che in realtà l'assassino non è uno, bensì due, ma di cui quello che ha manualmente commesso l'omicidio è stato manipolato dall'altro, ci verrà riferito inoltre da quest'ultimo che non era intenzione uccidere tutta la band, ma solo la cantante, il problema è che come faceva solitamente soltanto Andre stavolta si erano messi tutti a piedi scalzi, in modo da far passare la corrente e morire tutti.
- Caso 4: "In Your Eyes" (Nei tuoi occhi) In questo caso vediamo un chirurgo che viene ucciso durante la notte, mentre la moglie cieca sente la radio con le cuffie, durante il corso dell'indagine si scoprirà che era stato proprio il marito a far diventare cieca la moglie.

Avremo in tutto quattro sospettati, di cui tre i principali: la prima opinione sarà quella di uno sconosciuto entrato in casa, magari per rubare, ma verrà subito accantonata, gli altri tre saranno la moglie, che pur essendo cieca conosce benissimo la propria casa, la figlia, ed un altro dottore socio del malcapitato (il deceduto voleva che la figlia sposasse quest'ultimo) alla fine avremo una doppia confessione,ma potremo risalire al colpevole grazie al nostro spirito di osservazione.
- Caso 5: "The Peacemaker" (Il pacificatore) In quest'ultimo caso lavoreremo direttamente con Grissom, e vedremo una sparatoria in un vecchio negozio western, in cui troveremo un ragazzo che dirà di essere l'assassino, si scoprirà che il deceduto Edd junior era figlio del manager dei Bullet Train (caso 3), mentre il ragazzo che dice di aver sparato, invece il figlio della prima cantante della band, in questo modo andremo a ricongiungerci a quel caso, inoltre Katy Kantanta anche se non incolpata verrà interrogata anche in questo caso.

I sospettati saranno: Il ragazzo trovato sul luogo del delitto (il pacificatore), i suoi due gemelli che verranno scoperti durante il corso dell'indagine, il manager della band e la prima cantante.